# Calakomana Corona
Calakomana Corona est une corona, formation géologique en forme de couronne, située sur la planète Vénus par 6,5° N et 43,5° E. Elle est localisée dans le quadrangle de Mead. Elle a été nommée en référence à Calakomana, déesse du grain d'un peuple indien. 

## Géographie et géologie
Calakomana Corona couvre une surface circulaire d'environ 575 km de diamètre. Cette formation fait partie des 34 coronae de plus de 500 km de diamètre sur la surface de Vénus.